# هاوکر هورسلی
هاوکر هورسلی (به انگلیسی: Hawker Horsley) یک هواپیمای ساختِ کارخانهٔ هاوکر ایرکرفت در کشور بریتانیا است. نخستین استفاده‌کنندهٔ این هواپیما نیروی هوایی سلطنتی بریتانیا بوده‌است. این هواپیما برای نخستین بار در ۱۹۲۵ میلادی مورد استفاده قرار گرفت.